# Péter Várkonyi

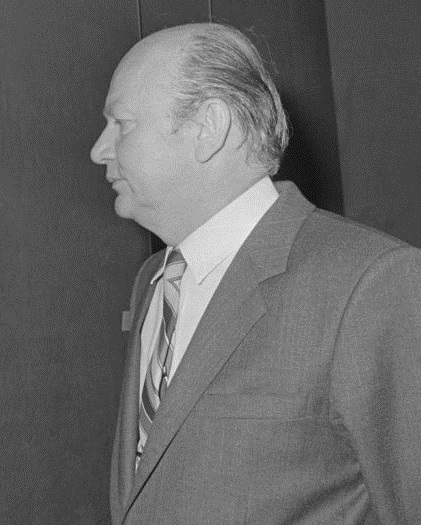
Péter Várkonyi (1985)

Péter Várkonyi (* 3. April 1931 in Budapest; † 15. Oktober 2008) war ein ungarischer Journalist und Politiker der Partei der Ungarischen Werktätigen MDP (Magyar Dolgozók Pártja) sowie später der Ungarischen Sozialistischen Arbeiterpartei MSZMP (Magyar Szocialista Munkáspárt), der zwischen 1983 und 1989 Außenminister sowie Botschafter in den USA war.

## Leben
Várkonyi, Sohn eines Druckereiarbeiters, absolvierte nach dem Abschluss des Árpád-Gymnasiums 1949 einen sechsmonatigen Kurs an einer Kaderschule. Noch während des Schulbesuchs wurde er 1948 Mitglied der Partei der Ungarischen Werktätigen und wurde 1949 Mitarbeiter im Bildungsministerium. Nach Abschluss der Diplomatenschule trat er im Mai 1951 als Diplomat in den auswärtigen Dienst ein und war zunächst Mitarbeiter der Botschaft in den USA, ehe er einige Monate später Mitarbeiter der Botschaft in Großbritannien war. Nach einer darauf folgenden Verwendung als Kulturattaché an der Botschaft in Ägypten wurde er 1958 Leiter der Presseabteilung des Außenministeriums.
1961 war Várkonyi kurzzeitig Mitarbeiter des Sekretariats von Ministerpräsident Ferenc Münnich sowie anschließend und Leiter des Sekretariats des Ministerrates und dann zwischen 1965 und 1968 stellvertretender Leiter der Abteilung für Auswärtige Angelegenheiten des Zentralkomitees (ZK) der MSZMP war.
Am 1. Juni 1968 wurde er Leiter des Informationsamtes (Tájékoztatási Hivatal) des Ministerrates und leitete dieses bis zum 11. April 1980, wobei er seit dem 12. Mai 1971 den Rang eines Staatssekretärs innehatte. 1969 erwarb er einen Doktor der Philosophie im Fachbereich Geschichte an der Eötvös-Loránd-Universität. Kraft Amtes war er zwischen 1970 und 1980 Mitglied des ZK-Ausschusses für Agitation und Propaganda und wurde ferner am 22. März 1975 zum Mitglied des ZK der MSZMP gewählt.
Im April 1980 wurde Várkonyi Chefredakteur der Népszabadság, der auflagenstärksten überregionalen Tageszeitung Ungarns, und übte diese Funktion bis Juni 1982 aus. Danach war er Sekretär des Außenpolitischen Ausschusses des ZK der MSZMP.
Péter Várkonyi wurde im Anschluss am 8. Juli 1983 Nachfolger von Frigyes Puja als Außenminister der Volksrepublik Ungarn und bekleidete dieses Ministeramt bis zu seiner Ablösung durch Gyula Horn am 10. Mai 1989. Er wurde darüber hinaus am 8. Juni 1985 Abgeordneter des Parlaments (Országgyűlés) und vertrat in diesem bis zu seinem Mandatsverzicht am 26. September 1989 den Wahlkreis Budapest 14. Ferner wurde er im Dezember 1988 Mitglied des ZK-Ausschusses für Internationales, Recht und Verwaltung.
Zum Ende der Volksrepublik Ungarn war er zuletzt von August 1989 bis Juni 1990 Botschafter in den USA.